# معز بن غربية
معز بن غربية هو مذيع ومنتج تلفزيوني تونسي كان يقدم برنامج التاسعة مساء في التونسية ومالك شركة «في برود» للإنتاج.
وهو اصيل مدينة بنزرت. في سنة 2015 أصبح مالك قناة التاسعة وهي قناته الخاصة الجديدة. غادر تونس باتجاه سويسرا في 4 تشرين الأول 2015 بسبب احتمال اغتياله حسب تعبيره ورجع في 5 نوفمبر ولقد وفرت وزارة الداخلية الحماية له، لعائلته ولمنزله. استقال من قناة نسمة في 2018، وانضم لقناة قرطاج + في أغسطس 2018.

## أعماله

### تقديم وإعداد وإنتاج
بدأت مسيرته الإعلامية لأول مرة في قناة الأفق التونسية من سنة 1999 إلى غاية 2001، قدم برنامج «الأفق الرياضي»
ثم إلتحق بـقناة 21 لينشط برنامج «كلنا سبور» من سنة 2001 إلى غاية 2005.
على قناة حنبعل نشّط وأعدّ برنامج «سويعة سبور»، «بالمكشوف», و«المباشر» من سنة 2005 إلى غاية سنة 2008.
ثم إنتقل إلى القناة الوطنية «تونس 7» ليصبح رئيس تحرير ومعد ومقدم برنامج «الحق معاك» من سنة 2008 إلى غاية سنة 2010 وفي نفس الوقت كان يقدم وينتج البرنامج الرياضي "stade7"على نفس القناة.
سنة 2012، انتقل إلى قناة التونسية ليعدّ وينتج البرنامج السياسي «التاسعة مساء» لمدة سنتين. كما أنتج برنامج الكاميرا الخفية «التمساح» ثمّ برنامج «الزلزال1» و«التاكسي» في 2013.
إضافة إلى إنتاج وتقديم البرنامج الرياضي «التاسعة سپور».
سنة 2014 أنتج برنامج «الزلزال 2» على قناة نسمة، ثم سهرة الانتخابات الرئاسية على القناة الوطنية 1 و2.
وبعد وصول نسبة مشاهدة برامجه إلى مايفوق 82 بالمائة، قرر إطلاق قناة «التاسعة» سنة 2015.
وأنتج سنة 2017 , برنامج الكاميرا الخفية «الماسك» وفيها تجسيد لرئيس الجمهورية الباجي قايد السبسي ورئيس حركة النهضة راشد الغنوشي.

### مدير شركة
في سنة 1995، أصبح معز بن غربية مديرًا عامّا لشركة مختصة في تكنولوجيا المعلومات.
ثم مديرًا عامًا لشركة الإنتاج التلفزي V Production سنة 2012.
ثمّ مديرا عامّا لقناة التاسعة سنة 2015.

### جدل
سنة 2010 وتحت نظام الرئيس الأسبق الزين عابدين بن علي، تم إيقاف البرنامج الاجتماعي «الحق معاك» بعد أن سبب مضايقات للنظام السياسي.

### قناة التونسية:2012/2014
التاسعة مساء، البرنامج الأكثر مشاهدة في تونس، يجعل من قناة التونسية القناة الأولى في البلاد.
ونظرا لهذا التأثير الكبير الذي حققته قناة التونسية، صار
الملياردير التونسي سليم الرياحي يسعى إلى السيطرة عليها واستغلالها من خلال اقتنائه للذبذبات التي تبثّ عليها وتحويلها إلى ملكيته الخاصة.
وفي محاولة قسرية للتحكم في القناة في الليلة السابقة لانطلاق شهر ومضان 2012، وحين كان سامي الفهري مالك القناة يقبع في السجن، قام معز بن غربية بإنقاذ قناة التونسية من الاغلاق خلال شهر رمضان وفي آخر لحظة بإبرام اتفاق بثّ مع قناة الحوار التونسي.
في سبتمبر 2012، تم إطلاق سراح سامي الفهري وأعلن سليم الرياحي على موزاييك فم أنه يتفاوض مع مالك قناة التونسية حول مستقبلها.
وإذ رفض معز بن غربية رفضًا قاطعا الخضوع للإملاءات التحريرية للملياردير، تعرّض لضغوطات كبيرة منها حرمانه دون وجه حقّ من مرابيح تعود إليه قانونيا من قناة التونسية.
هذه الضغوطات الممارسة بالاشتراك بين سامي الفهري وسليم الرياحي وضعت معز بن غربية في ضائقة مالية دفعته إلى إعلان انفصاله عن قناة التونسية وقطعه التعامل مع شركة إنتاج الفهري، كاكتوس پرود وذلك بصفة غير منتظرة يوم 28 جانفي 2014.

### محاولة القتل
في أوت 2014، رصدت كاميرات المراقبة لأحد مقاهي «البحيرة 1» شخصا مسلحا يسأل عن مكان معز بن غربية قبل أن يفرّ في سيارة بيضاء. في نفس الفترة بمنطقة دوار هيشر، تم القبض على إرهابييْن من بينهما إمام جامع بتهمة التخطيط لتصفية معز بن غربية.
في جانفي 2015، دعى الإرهابي كمال زروق، بعد هروبه إلى سوريا، أتباعه في تونس إلى تصفية معز بن غربية والإعلامي نوفل الورتاني عبر فيديوات نشرت على الصفحات الرسمية لهذه المجموعات الإرهابية، وعلى إثر هذه التهديدات وضعت وزارة الداخلية حراسة مشددة لحمايته.

### الإجراءات القانونية
في إطار عمل إستقصائي لكشف فساد وابتزاز من قبل سياسين ومقدم برامج تلفزية، تم إيقاف كل من معز بن غربية والفكاهي وسيم الحريصي ومدير إنتاج شركة
V Production عبد الحق التومي بتهمة ارتكاب جريمة في حق رئيس الجمهورية الباجي قايد السبسي.
في 16 مارس 2016 تم رفض إطلاق سراح الثلاثي وتأجل إصدار سراحهم بعد يومين بحكم ستة أشهر
مع وقف التنفيذ.

## قناة قرطاج +
استقال من قناة التاسعة في 2018 على خلفية تدخل مالكي القناة في خطها التحريري. وانضم لقناة قرطاج + اين سيقدم ثلاث برامج مختلفة في الاسبوع وسيساعد في إعداد البرمجة في القناة.

### الجوائز
```
2009: تحصل على جائزة ثاني أحسن برنامج حواري بمهرجان الإعلام العربي بالقاهرة.
```

2013 : تحصّل على جائزة أحسن برنامج في العالم العربي بمهرجان الغدير بالعراق.

## أعماله
- سويعة سبور، قناة حنبعل
- بالمكشوف، قناة حنبعل
- التاسعة سبور، التاسعة
- نحن هنا، قرطاج+، 2019
- 50/50، قرطاج+، 2019